# 武蔵中学校・高等学校の人物一覧
武蔵中学校・高等学校の人物一覧（むさしちゅうがっこう・こうとうがっこうのじんぶついちらん）は、新制武蔵中学校・高等学校と前身の旧制武蔵高等学校に関係する人物の一覧記事。

## 武蔵中学校・高等学校出身者
括弧内は卒業年を示す。

### 政治
- 有馬朗人（1950）- 元参議院議員、元文部大臣、第24代東京大学総長、文化勲章[1]
- 唐沢俊二郎（1950）- 元衆議院議員、元郵政大臣[2]
- 水島裕（1952）- 元参議院議員、聖マリアンナ医科大学名誉教授[3]
- 田中直紀（1959）- 元参議院議員、元防衛大臣、越後交通社長 / 田中角栄の女婿[4]
- 鮫島宗明（1962）- 元衆議院議員、帝京平成大学教授[要出典]
- 斉藤斗志二（1964）- 元衆議院議員、元防衛庁長官[要出典]
- 原田令嗣（1970）- 元衆議院議員[要出典]
- 松本剛明（1978）- 衆議院議員、総務大臣、元外務大臣、元民主党政調会長 / 伊藤博文の玄孫[要出典]
- 中西健治（1982）- 衆議院議員、元JPモルガン証券副社長[5]
- 柴山昌彦（1984[6]）- 衆議院議員、元文部科学大臣、弁護士[7]
- 木原誠二（1989）- 衆議院議員、自由民主党選挙対策委員長、元内閣官房副長官[8]
- 木村敬（1993）- 熊本県知事・元 総務省
- 松尾明弘（1993）- 衆議院議員、弁護士[9]
- 井出庸生（1996）- 衆議院議員、元文部科学副大臣[10]

### 行政
- 畠山襄（1957）- 元通商産業審議官、元日本貿易振興機構理事長、元国際経済交流財団会長[要出典]
- 菊地康典（1958）- 元駐フィジー大使、元内閣官房内閣審議官[11]
- 河東哲夫（1968）- 元駐ボストン総領事、元駐ロシア大使、元駐ウズベキスタン大使[12]
- 増田好平（1971）- 元防衛事務次官[要出典]
- 吉澤裕（1971）- 駐南アフリカ共和国大使、元内閣官房内閣審議官[要出典]
- 中曽宏（1975）- 元日本銀行副総裁[13]、大和総研理事長
- 河内隆（1975）- 元内閣府事務次官、鉄道建設・運輸施設整備支援機構理事長[14]
- 前田隆平（1975）- 駐スイス兼リヒテンシュタイン大使[要出典]
- 長谷川直之 （1978）- 第27代気象庁長官[15]
- 合田秀樹（1980） - 在キルギス特命全権大使、人事院事務総局職員福祉局長、国家公務員倫理審査会事務局長[16]
- 北川達夫（1985）- 元外交官、日本教育大学院大学客員教授[17]
- 村上敬亮（1985）- デジタル庁統括官
- 内野洋次郎（1988）-  財務省[18]
- 畠山陽二郎（1988）- 経済産業省[19]
- 吉野維一郎（1988）-  財務省[20]
- 神谷隆（1990）-  財務省・内閣官房
- 大来志郎（1993）- 内閣府金融庁
- 松本圭介（1994）- 財務省[21]

### 経済
- 西室泰三 (1954) - 元東芝会長、元東京証券取引所初代会長、元日本郵政社長
- 島田精一 (1956) - 元三井物産副社長、元日本ユニシス社長、元住宅金融支援機構理事長、津田塾大学理事長[要出典]
- 佐藤正敏 (1967) - 元損害保険ジャパン会長
- 根津公一 (1969) - 元東武百貨店会長
- 根津嘉澄 (1970) - 東武鉄道会長
- 佐々木弘 (1972) - 元新生証券社長、元穴吹工務店社長
- 盛田昌夫 (1974) - 元ソニー・ミュージックエンタテインメント会長 / 盛田昭夫の子息
- 西川潔 (1975) - ngi group創業者
- 安東泰志 (1977) - ニューホライズンキャピタル会長兼社長
- 瀬戸欣哉 (1979) - LIXILグループ社長、MonotaRO創業者[22]
- 内海州史 (1980) - セガ社長、元ワーナーミュージック・ジャパン社長、キューエンタテインメント設立者
- 松原健二 (1980) - SNK社長、元セガゲームス社長
- 城野親德 (1982) - ドクターシーラボ会長
- 菱垣裕介（1983）- ジョブストリート代表
- 諏訪暁彦 (1988中学卒) - ナインシグマ・ジャパン社長[23]
- 松島庸 (1992)[24] - 元クレイフィッシュ社長
- 落合紀貴 (1993) - LINE Fukuoka 元会長[25]　LINE証券株式会社代表取締役[26]
- 反町雄彦 (1995) - 東京リーガルマインド社長[27]
- 水谷佑毅 (1998) - DYM代表取締役社長
- 三上昴 (2006) - FC琉球社長[要出典]

### 学術
- 桜井毅 (1950) - 経済学者、武蔵大学名誉教授・元学長
- 木村翔 (1950) - 建築工学者、日本大学名誉教授
- 和田英一 (1950) - 計算機科学者、東京大学名誉教授
- 佐原真 (1951) - 考古学者、国立歴史民俗博物館名誉教授・元館長
- 蓮見音彦 (1951) - 社会学者、東京大学名誉教授、元東京学芸大学学長
- 坂井栄八郎 (1954) - 歴史学者、東京大学名誉教授
- 丸山匠 (1954) - 文学者、首都大学東京名誉教授
- 青山太郎 (1957) - 文学者、九州大学名誉教授
- 吉田耕作 (1957) - 統計学者、カリフォルニア州立大学名誉教授
- 武藤徹一郎 (1957) - 医学者、東京大学名誉教授、がん研究会有明病院名誉院長
- 鈴木守 (1957) - 医学者、群馬大学名誉教授、元群馬大学学長、上武大学学長
- 原島文雄 (1958) - 電気工学者、東京大学名誉教授、元東京電機大学学長、元首都大学東京学長
- 鶴木眞 (1961) - 政治学者、東京大学名誉教授
- 板橋作美 (1962) - 人類学、東京医科歯科大学教授
- 大倉一郎 (1963) - 工学者、東京工業大学名誉教授
- 犬塚孝明 (1963) - 歴史学者、鹿児島純心女子大学名誉教授
- 菅原正 (1965) - 生命化学者、東京大学名誉教授
- 諸葛宗男 (1965) - 原子力工学者、元東京大学特任教授
- 木村達雄 (1966) - 数学者、筑波大学名誉教授
- 藤田敏郎 (1966) - 医学者、東京大学名誉教授
- 大澤吉博 (1967) - 比較文学者、元東京大学教授
- 瀧田輝己 (1967) - 会計学者、同志社大学名誉教授
- 村田純一 (1967) - 哲学者、東京大学名誉教授
- 三島良直 (1968) - 工学者、東京工業大学教授、元東京工業大学学長、日本医療研究開発機構理事長
- 神田千里 (1968) - 歴史学者、東洋大学名誉教授
- 藤野陽三 (1968) - 社会基盤工学者、東京大学名誉教授、城西大学学長
- 高野陽太郎 (1969) - 認知心理学者、東京大学名誉教授
- 藤田総平 (1969) - 経済学者、埼玉大学名誉教授
- 小野善康 (1969) - 経済学者、大阪大学名誉教授、元内閣府経済社会総合研究所所長
- 水野忠恒 (1970) - 租税法学者、一橋大学名誉教授
- 田中愛治 (1970) - 政治学者、早稲田大学名誉教授、第17代早稲田大学総長、元世界政治学会 (IPSA) 会長
- 奥田晴樹 (1971) - 歴史学者、立正大学名誉教授
- 佐藤信 (1971) - 歴史学者、東京大学名誉教授
- 小口千明 (1972) - 人類学者、筑波大学名誉教授
- 季武嘉也 (1973) - 歴史学者、創価大学教授
- 中村聡 (1973) - 生物学者、東京工業大学名誉教授、沼津工業高等専門学校校長、日本化学会副会長
- 深澤秀夫 (1973) - 文化人類学者、東京外国語大学名誉教授
- 吉野晃 (1973) - 人類学者、東京学芸大学名誉教授
- 宮原浩二郎（1974）[28]- 社会学者、関西学院大学教授[29]
- 久保文明 (1975)[30] - 政治学者、東京大学名誉教授、防衛大学校長
- 速水謙 (1975) - 数学者、国立情報学研究所名誉教授、総合研究大学院大学名誉教授
- 荻野弘之 (1976)[31] - 哲学者、上智大学文学部教授[32]
- 五神真 (1976) - 物理学者、東京大学名誉教授、第30代東京大学総長、理化学研究所理事長
- 木村福成 (1977) - 経済学者、慶應義塾大学教授
- 武石彰 (1977) - 経営学者、京都大学名誉教授
- 福島真人 (1977) - 人類学者、東京大学教授
- 武藤浩史 (1977)[33] - 英文学者、慶應義塾大学法学部名誉教授[34]
- 松原仁 (1977) - 情報工学者、東京大学教授
- 宇澤達 (1978) - 数学者、名古屋大学教授 / 宇沢弘文の子息
- 小形正男 (1978) - 物理学者、東京大学教授
- 小林修 (1978) - 有機化学者、東京大学教授
- 中野義昭 (1978) - 電子工学者、東京大学先端科学技術研究センター教授、元センター長
- 関口智嗣 (1978) - 情報工学者、産業技術総合研究所情報技術研究部門長
- 河合祥一郎 (1979) - 英文学者、東京大学教授
- 本郷和人 (1979) - 歴史学者、東京大学教授
- 大津透 (1979) - 歴史学者、東京大学教授
- 國中均 (1979) - 宇宙工学者、東京大学教授、JAXA宇宙科学研究所所長
- 柳沢正史 (1979) - 医学者、テキサス大学教授、筑波大学教授
- 木内貴弘 (1980) - 医学者、東京大学教授
- 米田完 (1980) - 機械工学者、千葉工業大学教授
- 佐藤毅彦 (1980) - 惑星科学者、JAXA宇宙科学研究所教授、北海道大学客員教授
- 松岡聡 (1981) - 情報科学者、東京工業大学教授、スーパーコンピュータ富岳総責任者
- 森下竜一 (1981) - 医学者、大阪大学教授、バイオベンチャーAnGesMG創設者
- 木村忠正 (1983) - 文化人類学者、立教大学教授[35]
- 檜垣立哉 (1983) - 哲学者、大阪大学名誉教授、専修大学教授
- 藤原一宏 (1983) - 数学者、名古屋大学教授
- 濡木理 (1984) - 構造生物学者、東京大学教授
- 益田玲爾 (1984) - 水産学者、京都大学教授
- 水島昇 (1985)[36][37] - 医学者、東京大学医学系研究科教授、トムソン・ロイター引用栄誉賞[38]
- 玉川安騎男 (1986) - 数学者、京都大学数理解析研究所教授[39]
- 岩田覚 (1987)[40] - 数理工学者、東京大学大学院情報理工学系研究科教授[41]
- 下楠昌哉 (1987)[42] - 英文学者、同志社大学文学部教授[43]
- 藤田康範 (1987)[24] - 経済学者、慶應義塾大学経済学部教授[44]
- 稲場圭信 (1988)[45] - 宗教社会学者、大阪大学人間科学研究科教授[46]
- 王寺賢太 (1988) - フランス思想研究、東京大学人文社会系研究科教授[47]
- 井上将行 (1989)[48] - 有機化学者、東京大学大学院薬学系研究科教授[49]
- 木村直樹 (1990) - 歴史学者、長崎大学多文化社会学部教授[50]
- 高野光平 (1990) - 文化・メディア研究者、茨城大学人文学部教授、文化資源学会会長[51]
- 互盛央 (1991) - 思想史学者、元岩波書店『思想』編集長、サントリー学芸賞[52][53]
- 島田聡一郎 (1992)[24] - 刑法学者、元早稲田大学法学学術院教授[54]
- 小森謙一郎（1993）- 思想史学者、武蔵大学人文学部准教授[55]
- 倉田徹 (1994)[24] - 政治学者、立教大学法学部教授[56]
- 金井良太 (1996)[57] - 神経科学者、アラヤ代表取締役[58]
- 舘知宏（2001）- 折紙工学者、東京大学工学部建築学科大学院教授
- 武岡暢 (2002) - 社会学者、立命館大学産業社会学部准教授[59]
- 西江雅之 (中退) - 文化人類学者、元早稲田大学教授

### 文学
- 志村建世 (1952) - 著作家
- 柴田翔 (1953) - 芥川賞作家、東京大学名誉教授
- 豊田有恒 (1957) - SF作家、島根県立大学名誉教授
- 景山民夫 (1965) - 直木賞作家
- 大岡玲 (1977) - 芥川賞作家、東京経済大学教授
- 月本裕 (1979) - 坊っちゃん文学賞大賞作家
- 萩原慎一郎 (2003) - 歌人、『歌集 滑走路』著者

### 芸術・芸能
- 渡辺岳夫 (1953) - 作曲家
- 西崎義展 (1953) - アニメプロデューサー、『宇宙戦艦ヤマト』企画製作者
- 長岡一也 (1957) - 競馬ジャーナリスト、元アナウンサー
- ささきいさお (1961) - 歌手、俳優、声優
- 鈴木理雄 (1965) - 演出家
- 宇野求 (1973) - 建築家、東京理科大学教授
- 西堂行人 (1973) - 演劇評論家、近畿大学教授
- 有近真澄 (1977) - シンガーソングライター
- Hiroshi (1980) - ピアニスト、作曲家
- 伊東乾 (1983) - 作曲家、東京大学准教授、開高健ノンフィクション賞
- 亀田誠治 (1983) - 音楽プロデューサー、元東京事変ベーシスト、日本レコード大賞編曲賞
- 宮川一朗太 (1984) - 俳優
- 時園勇 (1984) - 空間デザイナー
- 海野螢（1987）- 漫画家
- 太田浩史 (1987) - 建築家、株式会社ヌーブ代表取締役社長[60]
- 山田穣[61]（1987）- ジャズサックス奏者
- 宇野維正 (1989) - 映画・音楽ジャーナリスト[62]
- 荻野晴朗 (1990) - 声優[63]
- ダースレイダー (1996) - ヒップホップミュージシャン
- 丹沢悠一 (1997) - ゲームクリエイター
- 砂守岳央 (2000) - 音楽プロデューサー
- 須藤蓮 (2015) - 俳優

### マスコミ
- 長岡一也 (1957) - フリーアナウンサー
- 宮内鎮雄 (1963) - 元TBSアナウンサー
- 高平哲郎 (1965) - 放送作家、編集者、演出家
- 小黒一三 (1969) - 『ソトコト』編集長、木楽舎社長
- 磯野彰彦 (1973) - 元毎日新聞社デジタルメディア局長、昭和女子大学特命教授
- 春原雄策 (1984) - NHKエグゼクティブプロデューサー
- 金子茂 (1986) - 元日本テレビアナウンサー

### スポーツ
- 法華津寛 (1959) - 馬術選手、東京・北京・ロンドンオリンピック代表 / 北条時宗の子孫
- 榎本日出夫 (1960) - バスケットボール指導者、元女子日本代表チーム監督

### その他
- 桝田淳二 (1961) - 弁護士、長島・大野・常松法律事務所特別顧問
- 渡辺惣樹 (1973) - 歴史家、作家、翻訳家、実業家、山本七平賞奨励賞[要出典]
- 矢幡洋 (1976) - 臨床心理士、矢幡心理カウンセリング研究所代表
- 清水洋介 (1978) - 証券アナリスト、アルゴナビス代表
- 渡邊剛 (1985) - 弁護士、Asian Leading Lawyer受賞
- 川崎哲 (1987) - 社会活動家、ピースボート共同代表
- 湯浅誠 (1988) - 社会活動家、 反貧困ネットワーク事務局長、東京大学特任教授、元内閣府参与
- 松野陽一郎 (1991) - 数学教育者、開成中学校・高等学校教員[64]
- 高原恭平 (2015) - 社会活動家、 元全日本学生自治会総連合（中核派全学連）委員長

## 旧制武蔵高等学校出身者

### 政治
- 黒金泰美 (1930) - 元衆議院議員、元内閣官房長官
- 宮澤喜一 (1939) - 元衆議院議員、第78代内閣総理大臣
- 下条進一郎 (1940) - 元参議院議員、元厚生大臣
- 宮澤弘 (1941) - 元参議院議員、元法務大臣 / 宮澤喜一の実弟
- 永井道雄 (1942) - 元文部大臣、元東京工業大学教授
- 恒松制治 (1942) - 元島根県知事、元獨協大学学長
- 松前達郎 (1947) - 元参議院議員、元東海大学理事長兼総長

### 行政
- 尚明 (1933) - 元日本住宅公団副総裁 / 琉球王家の末裔
- 大堀弘 (1933) - 元経済企画事務次官、元共同石油社長、元電源開発総裁
- 景山二郎 (1936) - 元関東管区警察局長、元全日本剣道連盟会長
- 新関欽哉 (1936) - 元駐ソ連大使
- 吉野俊彦 (1936) - 元日本銀行理事、森鷗外研究家
- 梅澤邦臣 (1938) - 元科学技術事務次官、元原子力安全技術センター理事長、元海洋科学技術センター理事長
- 近藤道生 (1941) - 元国税庁長官、元博報堂会長
- 服部誠太郎 (1941) - 元世界銀行理事
- 柳井乃武夫 (1942) - 元国鉄常務理事
- 宍戸駿太郎 (1945) - 元経済企画庁審議官、元国際大学学長、筑波大学名誉教授

### 経済
- 根津嘉一郎 (2代目) (1930) - 元東武鉄道会長 / 根津財閥二代目総帥
- 佐波正一 (1938) - 元東芝会長、元経団連副会長
- 横田二郎 (1942) - 元東京急行電鉄社長

### 学術
- 梅沢純夫 (1927) - 有機合成化学者、慶應義塾大学名誉教授
- 岡本舜三 (1927) - 国文学者、東京大学名誉教授、元埼玉大学学長
- 磯野誠一 (1929) - 法学者、東京教育大学名誉教授
- 久保正幡 (1929) - 法学者、東京大学名誉教授
- 太田博太郎 (1930) - 建築史学者、東京大学名誉教授、元武蔵学園長
- 高橋秀俊 (1931) - 物理学者、東京大学名誉教授
- 梅沢浜夫 (1933) - 微生物化学者、東京大学名誉教授
- 高野雄一 (1935) - 国際法学者、東京大学名誉教授
- 岩澤健吉 (1935) - 数学者、プリンストン大学名誉教授、コール賞
- 塚谷晃弘 (1935) - 経済学者、作曲家、國學院大學名誉教授
- 田村三郎 (1936) - 農学者、東京大学名誉教授
- 岡田利弘 (1936) - 物理学者、東京工業大学名誉教授
- 平井信義 (1936) - 医学者、大妻女子大学名誉教授
- 戸田盛和 (1937) - 物理学者、東京教育大学名誉教授
- 上田誠也 (1937) - 地球科学者、東京大学名誉教授
- 平井信義 (1938) - 児童心理学者、お茶の水女子大学名誉教授
- 岡田利弘 (1938) - 物理、東京工業大学名誉教授
- 渡辺正雄 (1939) - 科学史学者、東京大学名誉教授
- 斎藤平蔵 (1939) - 建築学者、東京大学名誉教授
- 磯野誠一 (1939) - 法学者、東京教育大学名誉教授
- 島津一郎 (1939) - 法学者、一橋大学名誉教授
- 頼惟勤 (1939) - 漢文学者、お茶の水女子大学名誉教授 / 頼山陽の子孫
- 小林胖（1939） - 図書館情報学者
- 井上勝也 (1940) - 化学者、千葉大学名誉教授
- 植村泰忠 (1941) - 物理学者、東京大学名誉教授
- 滋賀秀三 (1941) - 法制史学者、東京大学名誉教授
- 早川幸男 (1941) - 物理学者、名古屋大学名誉教授・元学長、旧制武蔵高校剣道部でインターハイ優勝
- 諸井勝之助 (1942) - 経済学者、東京大学名誉教授
- 井上信也 (1942) - 生物学者、ペンシルベニア大学名誉教授
- 碧海純一 (1942) - 法哲学者、東京大学名誉教授
- 関楠生 (1942) - 独文学者、東京大学名誉教授
- 竹内一夫 (1942) - 医学者、杏林大学名誉学長
- 平田光穂 (1942) - 数学者、東京都立大学名誉教授
- 内田祥哉 (1943) - 建築学者、東京大学名誉教授、元日本建築学会会長
- 梅沢博臣 (1943) - 物理学者、アルバータ大学名誉教授
- 白山和久 (1943) - 建築学者、筑波大学名誉教授
- 田中郁三 (1943) - 化学者、東京工業大学名誉教授・元学長、元国立大学協会長
- 玉河恒夫 (1943) - 数学者、イェール大学名誉教授
- 町田茂 (1943) - 物理学者、京都大学名誉教授
- 星埜禎男 (1944) - 物理学者、東京大学名誉教授
- 松坂和夫 (1944) - 数学者、一橋大学名誉教授
- 林友直 (1945) - 宇宙工学者、東京大学名誉教授
- 正田彬 (1946) - 法学者、慶應義塾大学名誉教授
- 水島恵一 (1946) - 心理学者、文教大学名誉教授、元文教大学学長
- 平井聖 (1947) - 建築工学者、東京工業大学名誉教授、元昭和女子大学学長
- 南原實 (1948) - 文学者、東京大学名誉教授
- 松前紀男 (1948) - 音楽史学者、東海大学名誉教授・元学長
- 丸山工作 (1948) - 生物学者、千葉大学名誉教授・元学長、元大学入試センター所長
- 上田誠也 (1949) - 地球科学者、東京大学名誉教授

### 文学
- 宇野利泰 (1929) - 翻訳家
- 飯沢匡 (1930) - 1期として入学したが落第して2期になり、高等科を中退。劇作家、演出家

### 教育
- 渋沢雅英 (1943) - 教育者

### 芸術・芸能
- 薬師寺厚 (1932) - 建築家
- 今井俊満 (1948) - 画家
- 長谷部楽爾 (1948) - 陶磁器研究家

### マスコミ
- 丸山鉄雄 (1930) - 高等科を中退。元NHKプロデューサー、音楽評論家、日本コロムビア取締役
- 川原正人 (1941) - 元NHK会長
- 黒板伸夫 (1944) - 元吉川弘文館編集長

## 教職員

### 歴代学園長
括弧内は在任した年を示す
- 一木喜徳郎 (1922-1925) - 文部大臣、内務大臣、宮内大臣、枢密院議長などを歴任
- 山川健次郎 (1926-1930) - 元東京帝国大学総長、枢密院議長
- 山本良吉 (1931-1942) - 元学習院教授
- 山川黙 (1943-1945) - 元慶應義塾教授
- 宮本和吉 (1946-1955) - 京城帝国大学教授、成城大学学長を歴任
- 吉野信次 (1956-1964) - 商工官僚、貴族院議員、参議院議員、運輸大臣などを歴任
- 正田建次郎 (1965-1976) - 元大阪大学総長 / 上皇后美智子の伯父
- 太田博太郎 (1977-1989) - 東京大学名誉教授、九州芸術工科大学学長を歴任
- 植村泰忠 (1990-1999) - 東京大学名誉教授
- 田中郁三 (1999-2005) - 元東京工業大学学長
- 有馬朗人 (2005-2021) - 東京大学総長、文部大臣、参議院議員を歴任

### その他
- 宮島清次郎 - 元根津育英会理事長。元日清紡績会長
- 桜田武 - 元根津育英会理事長。元日清紡績会長、日経連会長
- 泉周二 - 元芸術科教諭、作曲家。
- 高島俊男 - 元国語科教諭、中国文学者。
- 渡辺憲司 - 元国語科講師、日本文学者。立教大学名誉教授
- 大橋幸泰 - 元社会科教諭、日本史学者。早稲田大学教授